# Pădureni (Timiș)
Pădureni é uma comuna romena localizada no distrito de Timiș, na região histórica do Banato (parte da Transilvânia). A comuna possui uma área de 53.34 km² e sua população era de 1526 habitantes segundo o censo de 2007.